# León de Citerón
El león de Citerón era una fiera que azotaba los rebaños de Beocia y fue matado y desollado por Heracles.
Esta es una de las primeras hazañas de Heracles. Del león no está escrito que tuviera alguna capacidad especial, a diferencia del terrible León de Nemea, y por ende Heracles le dio fin por medios convencionales, pero solo después de cincuenta días intentando darle caza.
Tespio, rey de Tespias (Beocia), hospedó a Heracles durante ese tiempo y, teniendo él cincuenta hijas, fraguó el plan de concebir en todas ellas a un vástago del poderoso héroe (que por aquel entonces ostentaba solo dieciocho años de edad). Existen varias versiones acerca de la forma en que Tespio logró tal plan, siendo la más aceptada que Heracles yació con una doncella diferente cada noche pensando que se trataba siempre de la misma. Otra supone que yació con todas en una sola noche o, según otra versión, con sólo 49, puesto que una se le opone siendo condenada por ello a virginidad vitalicia. El número de hijos también varía siendo de cincuenta a cincuenta y dos teniendo la hija mayor y la menor hijos gemelos; lo único que no cambia en los relatos es el hecho de que toda su descendencia fue masculina.
Tras derrotar al león de Citerón, Heracles lo desolló y vistió su piel, atuendo por el que se le conocería de ahí en adelante; después, cambiaría la piel del león de Citerón por la del León de Nemea.